# 더 타워 (두바이)

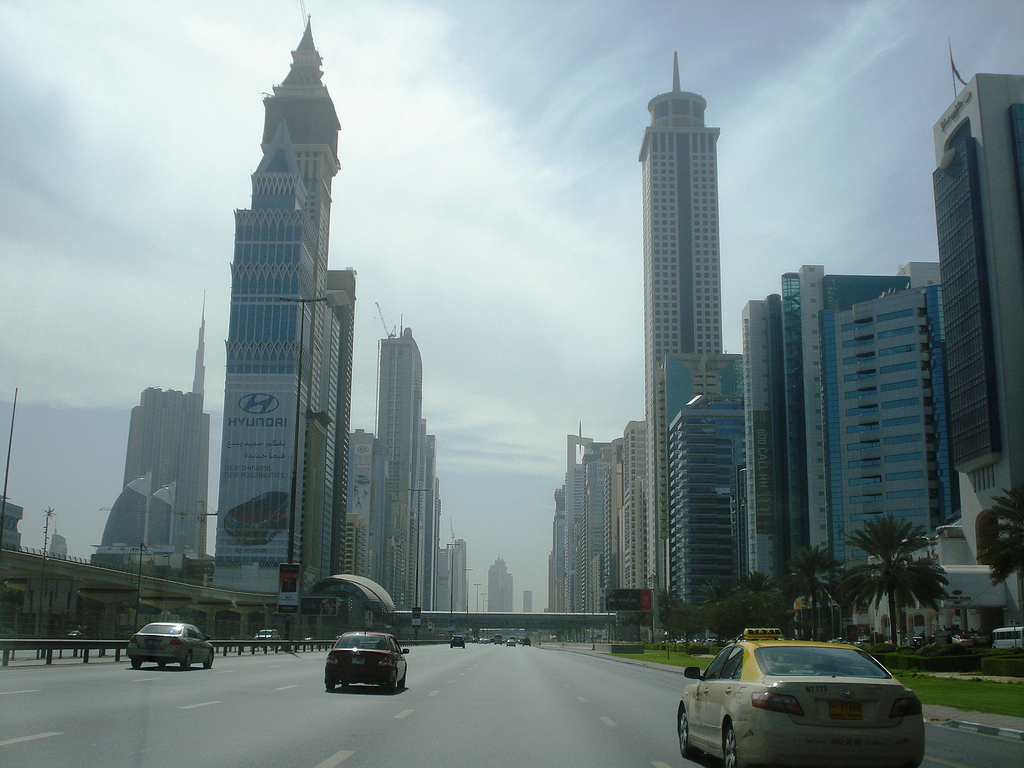
Sheikh Zayed길의 타워 (좌측의 청색 탑에 해당됨)

더 타워(The Tower)는 아랍에미리트 두바이 Sheikh Zayed길에 위치한 243미터 탑으로, 지상 54층으로 이루어져 있다. 주목할 만한 피라미드 침이 있는 해당 마천루는 2002년에 완공되었다. 필라델피아 펜실베이니아에 위치한 나인 펜 센터, 주변의 알 야쿠브 타워와 상당히 유사하다. 런던의 빅 벤과도 모습이 유사한 편이다.

## 같이 보기
- 두바이의 마천루 목록
- 아랍에미리트의 마천루 목록